# Mîhalkiv, Colomeea
Mîhalkiv (în ucraineană Михалків) este un sat în comuna Jukotîn din raionul Colomeea, regiunea Ivano-Frankivsk, Ucraina.

## Demografie
Componența lingvistică a localității Mîhalkiv
     Ucraineană (100%)
Conform recensământului din 2001, toată populația localității Mîhalkiv era vorbitoare de ucraineană (100%).